# Dado Ćosić
Dado Ćosić (Bosanska Dubica, 14. prosinca 1987.) kazališni je, filmski i televizijski glumac. Živi i radi u Zagrebu.

## Životopis
Dado Ćosić rođen je 14. prosinca 1987. godine u Bosanskoj Dubici. Od 1999. godine živi u Zagrebu, gdje je nakon završene srednje škole upisao Fakultet političkih znanosti od kojeg je brzo odustao. Zatim je 2008. upisao glumu na Akademiji dramskih umjetnosti na kojoj je diplomirao 2014. godine. U tom razdoblju počinje ostvarivati niz uloga na filmu, ali i u kazalištu koje su mu donijele brojne nagrade i priznanja. "Teškoće s izražavanjem", "Ružičasta sanjarica", "Ja i moji osjećaji", "Tartuffe", samo su neke od predstava u kojima su njegove izvedbe bile nagrađene. 

## Nagrade
- Nagrada za najboljeg glumca na Filmskoj reviji Akademije dramske umjetnosti (FRKA) 2015. za ulogu Mišela u filmu "Šake" Jasne Nanut
- Nagrada Veljko Maričić za najboljeg mladog glumca na 21. Međunarodnom festivalu malih scena Rijeka 2015. za ulogu Jana u predstavi "Mobitel" Krešimira Dolenčića
- Nominacija za Nagradu hrvatskog glumišta za najboljeg glumca u dječjoj ili lutkarskoj predstavi 2014. za ulogu Čiče u predstavi "Ja i moji osjećaji" Ivice Boban
- Posebno priznanje glumačkom ansamblu predstave "Tartuffe" Krešimira Dolenčića za zajedničku igru i prevođenje klasika na suvremeni jezik u sklopu 38. Dana satire Fadila Hadžića 2014.
- Nagrada za najbolju kolektivnu igru ansamblu predstave "Ja i moji osjećaji" na 14. Naj, naj, naj festivalu 2014.
- Nagrada za najbolju mušku ulogu na Festivalu hrvatske drame za djecu Mali Marulić 2013.
- Nagradu hrvatskog glumišta za najboljeg glumca u dječjoj ili lutkarskoj predstavi 2013. za ulogu Dječaka u predstavi "Ružičasta sanjarica" Ivice Šimića
- Zlatna arena za najbolju sporednu mušku ulogu za ulogu Saše u filmu "Zvizdan" 2015.

## Filmografija

### Televizijske uloge
- "Drugo ime ljubavi" kao Robi (2019.)
- "Crno-bijeli svijet" kao glavni kamatar (2019.)
- "Počivali u miru" kao Jakov Bučević (2018.)
- "Čista ljubav" kao Blaženko "Blaž" Balog (2017. – 2018.)
- "Crossing Lines" kao Ludo (2015.)
- "Horvatovi" kao susjed (2015.)
- "Stipe u gostima" kao Lovro (2014.)
- "Nedjeljom ujutro, subotom navečer" kao Srbin (2012.)
- "Zabranjena ljubav" kao Nenad Gikić (2006.)

### Filmske uloge
- "Posljednji Srbin u Hrvatskoj" (2019.)
- "Million" kao momak (2016.)
- "Zg80" kao milicajac iz vlaka #2 (2016.)
- "Zvizdan" kao Saša (2015.)
- "Tek tako" (2014.)
- "Šake" kao Mišel (2014.)
- "Kosač" kao Dado (2014.)
- "Generalka" kao Dado (2014.)
- "Novogodišnji pidžama party" kao DJ Darko (2013.)
- "Teleport Zovko" kao Zovko Junior (2013.)
- "Zagonetni dječak" kao kradljivac bicikla #1 (2013.)
- "Susret s egzibicionistom" kao egzibicionist (2006.)

### Sinkronizacija
- "Mini heroji" kao Superbrzi (2020.)

## Vanjske poveznice
- Dado Ćosić u internetskoj bazi filmova IMDb-u (engl.)
- Dado Ćosić na stranici TEATAR.HR
- Dado Ćosić na stranici Zagrebačkog kazališta mladih